# Bentley Speed 8

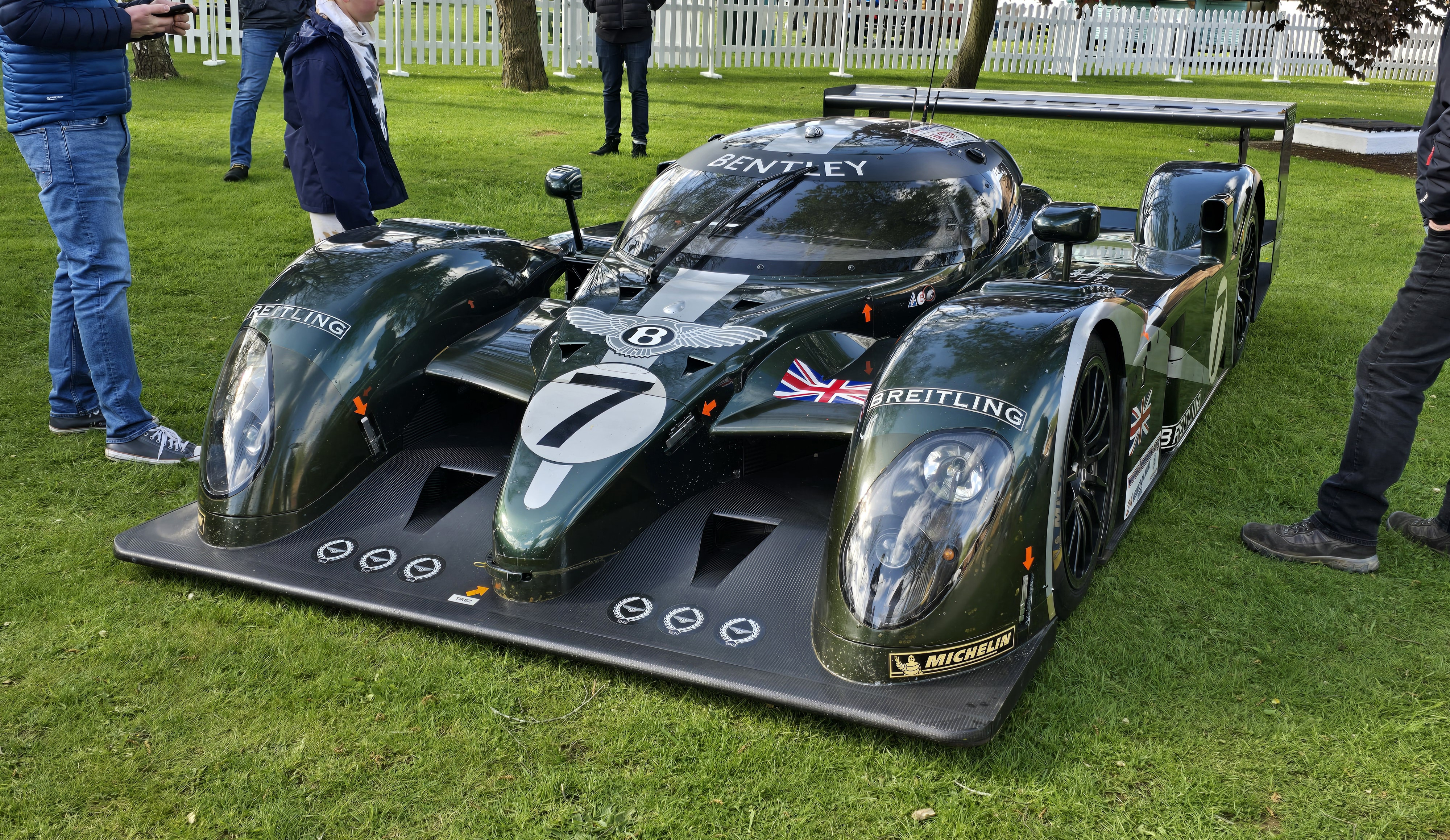
Bentley Speed 8

A Bentley Speed 8 a Bentley EXP Speed 8-ból kifejlesztett, Grand Touring Prototype versenyautó, amelyet a Bentley tervezett.

## Fejlesztés
Az EXP Speed 8 első prototípusát 2001-ben mutatták be, amely az Audi R8-ból származó 3,6 literes V8-as motort használta. Ez a motor Honeywell Turbo Technologies turbófeltöltővel volt felszerelve. Érdekes módon, míg az R8 hagyományos Ricardo sebességváltóját használták volna, Bentley egyedi megoldást választott az Xtrac által fejlesztett hatfokozatú váltóval. A gumiabroncsok kiválasztásakor Bentley a Dunlop mellett döntött, szemben az Audinál alkalmazott Michelin abroncsokkal. Ezek a döntések már akkor is jelezték, hogy Bentley nem csupán másolni kívánja az Audi sikerét, hanem saját utat kíván járni.
A 2001-es versenyszezon után az Audi-származékú V8-as motort jelentős mértékben átalakították, hogy jobban illeszkedjen az EXP Speed 8-hoz. Az új motor 4,0 literesre bővült és körülbelül 600 lóerőt produkált. Ez lehetővé tette Bentley számára, hogy komoly átalakításokat végezzen a járművön 2003-ra, amikor is a modell neve egyszerűen Speed 8 lett.
A dizájn terén is jelentős változások történtek: a lapos orr véget ért, helyette egy emelt ütköző került bevezetésre. A fenders és az orr közötti mély völgyek kialakítása érdekében nagy vízszintes karosszériaelemeket kellett beépíteniük. Emellett a pilótafülke formája is módosult, hogy javítsa a légáramlást a hátsó szárny felé.
A 2003-as szezonra Bentley úgy döntött, hogy visszatér a Michelin gumiabroncsokhoz. Ezzel nem csupán technikai előnyre tett szert, hanem saját brandje imázsát is erősítette. A Speed 8 nemcsak gyors volt; elegáns megjelenésével és innovatív megoldásaival sokak szívét elnyerte.
A Speed 8 végül elérte célját: megnyerte a Le Mans-i 24 órás versenyt 2003-ban és 2004-ben is. Ezzel Bentley visszaállította hírnevét az autósport világában és bebizonyította, hogy képesek önállóan is dominálni.

## Versenytörténelem
2001-ben a Bentley, a brit autógyártó, 68 év kihagyás után visszatért a híres 24 órás Le Mans versenyhez. Ezzel a lépéssel nemcsak a motorsport iránti elkötelezettségét kívánta megerősíteni, hanem egy új fejezetet is megnyitott a márka történetében. 
A Bentley célja az volt, hogy hároméves kampányt indítson az LMGTP osztályban, ahol egyedüliként képviseltette magát. Az első évben két autót indítottak, amelyek közül az egyik harmadik helyezést ért el az Audi R8-asok mögött. A másik autó sajnos tűz miatt feladta a versenyt, pedig erős teljesítményt mutatott be az esős körülmények között.
2002-re a Bentley nagyobb motorral frissítette járművét, és egyedüli indulóként tért vissza. Ezúttal negyedik helyezést ért el, ismét csak az Audi R8-asok mögött. A gyártó számára nyilvánvalóvá vált, hogy további fejlesztések szükségesek ahhoz, hogy versenyképesek legyenek.
A 2003-as év kulcsszerepet játszott Bentley történetében. Az újonnan kifejlesztett Speed 8-as modellek versenyre való felkészítéséhez elengedhetetlen volt a kompetitív tesztelés. Így Bentley két autót indított az American Le Mans Series Sebring-i 12 órás versenyén. Bár hátrányból indultak a kvalifikáción történt szabálytalanság miatt, gyorsan felzárkóztak és harmadik, valamint negyedik helyezést értek el.
A következő évben a Bentley visszatért Le Mans-ba Joest Racing támogatásával. Mivel nem volt jelen gyári Audi csapat, a Bentley autói dominálták a versenyt. A #7-es autó pole pozícióból indult és szinte végig vezetett, míg a #8-as autó elektromos problémákkal küzdött. Végül a #7-es Bentley átlépte a célvonalat 377 kör után – ezzel megszerezve a márka első győzelmét 1930 óta. Ez nemcsak Bentley számára volt diadalmas pillanat, hanem hozzájárult ahhoz is, hogy a Volkswagen Csoport negyedik egymást követő győzelmét ünnepelhette Le Mans-ban.

## Utóélet
A Bentley hivatalos versenysorozata a Le Mans-i versenyt követően véget ért, amikor az ikonikus chassis no. 002-3 utoljára szerepelt a Road America pályán 2007-ben. Ezt követően az autót eladták egy japán gyűjtőnek, majd később egy amerikai gyűjtőhöz került, ahol 2009 óta pihen. A csúcspontot azonban a 2012-es RM Monterey aukció jelentette, ahol az autó 2 530 000 dollárért kelt el. Ezzel a tranzakcióval a Bentley Speed 8 egyedüli példányává vált, amely nem volt Bentley tulajdonában.
A Bentley Speed 8-at kiemelkedő teljesítménye miatt az Autosport által 2003-ban „Az Év Versenyautójának” választották. Az autó tervezése és aerodinamikai tulajdonságai lehetővé tették számára, hogy komoly versenytársa legyen más prémium márkáknak is a világ legnagyobb motorsport eseményein.
A Bentley Speed 8 öröksége nem csupán a valóságban él tovább; számos népszerű videójátékban is előfordul. Az EXP Speed 8 megjelenik olyan játékokban, mint a Total Immersion Racing, R: Racing Evolution és GT Racing: Motor Academy. A 2003-as Speed 8 pedig szerepel többek között a Gran Turismo sorozatban (4-től 6-ig) és más népszerű szimulátorokban, mint például a Forza Motorsport és Project CARS.